# Бароне (Катанцаро)
Бароне је насеље у Италији у округу Катанцаро, региону Калабрија.
Према процени из 2011. у насељу је живело 1077 становника. Насеље се налази на надморској висини од 35 м.